# 梅迪納山
梅迪納山（英語：Mount Medina），是南極洲的山峰，位於葛拉漢地西岸的法利埃海岸，俯瞰吉布斯冰川，海拔高度1,845米，在1947年由美國探險隊拍攝照片，現時由南極條約體系管理。